# Jean-Baptiste Duvergier
Jean-Baptiste Marie Duvergier (Bordeaux, 1792 – 1877) è stato un giurista francese.
Ministro della difesa dal 1869 al 1870, successivamente ricoprì la carica di senatore.